# Ring the Alarm
«Ring the Alarm» (en español: «Suena la Alarma») es el segundo sencillo en los Estados Unidos del álbum B'Day de Beyoncé, lanzado durante el último cuarto del 2006.
Escrita por Beyoncé Knowles, Swizz Beatz y Sean Garrett, y producida por Swizz Beatz, la canción fue lanzada como el segundo sencillo del álbum B'Day solo en Estados Unidos, Japón y Brasil. Hizo su debut el 8 de agosto del 2006 en las radios de Estados Unidos, debutando finalmente en el número 12 del Billboard Hot 100, alcanzando su más alto ingreso en las listas estadounidenses, y el segundo más alto debut del 2006 tras "Do I Make You Proud" de Taylor Hicks. Esta debutó anteriormente en la Bubbling Under Hot 100 Singles de Billboard en la posición diecisiete. A pesar del extremadamente alto debut de "Ring the Alarm" en el Hot 100, se transformó en el primer sencillo de Beyoncé desde "Work It Out" en no entrar en el Top 10, cayendo rápidamente en la lista, y quedando fuera de las 40 primeras posiciones ya en su novena semana.

## Video musical
El vídeo musical para "Ring the Alarm" fue el segundo vídeo de Beyoncé en ser dirigido por Sophie Muller. Principalmente grabado en Los Ángeles, el vídeo debutó en Yahoo! Music el 16 de agosto del 2006, para debutar más tarde en el número diez del Total Request Live de MTV el 22 de agosto del 2006. El vídeo permaneció en el chart durante treinta y cienco días, una semana antes del debut del vídeo de "Irreplaceable".
El vídeo comienza con Beyoncé en una mesa en una sala de interrogatorio, en una escena bastante similar a una de la película Basic Instinct, con una brillante luz roja. La perpetuación de la comparación a la película, es la imagen de un cuerpo cubierto con una sábana blanca, sugiriendo que el personaje de Beyoncé está siendo interrogado por asesinar a alguien. Ella lleva un traje blanco que le hace parecerse a Sharon Stone. Entre los cortes de escena, Beyoncé baila violentamente sobre una mesa, gratando la lírica, con un abrigo blanco y sentándose en una silla. Allí están escenas de su casa a la orilla de la playa, bailando cubierta con ropa de ejercicio.

## Posicionamiento
| Lista (2006)                                | Mejor Posición |
| ------------------------------------------- | -------------- |
| EE. UU. Billboard Hot 100                   | 11             |
| EE. UU. Billboard Hot R&B/Hip-Hop Songs     | 3              |
| EE. UU. Billboard Hot Dance Music/Club Play | 2              |
| EE. UU. Billboard Rhythmic Top 40           | 21             |
| EE. UU. Billboard Pop 100 Aiplay            | 49             |
| EE. UU. Billboard Pop 100                   | 19             |
| EE. UU. Billboard Hot Digital Songs         | 7              |
| Costa Rican Top 40 Singles Chart            | 3              |
| Japanese Singles Chart                      | 16             |
| Brasil Hot 100                              | 13             |
| Phillippian Quaday Hot 100                  | 10             |
| UK Download Singles Chart                   | 112            |

## Listado de canciones y formatos
- Sencillo en CD

1. «Ring the Alarm» (versión álbum)
2. «Ring the Alarm» (Instrumental)

- CD Maxi Single

1. «Ring the Alarm» [Karmatronic Remix]
2. «Ring the Alarm» [Migtight Remix]
3. «Ring the Alarm» con Collie Buddz [Tranzformas Remix]
4. «Ring the Alarm» [Jazze Phe Remix]
5. «Ring the Alarm» [Grizz Remix]

## Remezclas
- Jazze Pha Remix — 03:54
- Jazze Pha Remix Instrumental — 03:54
- Grizz's Remix — 03:33
- Grizz's Remix Instrumental — 03:33
- Tranzformas Remix con Collie Buddz — 04:12
- Tranzformas Remix Instrumental — 04:12
- Freemasons Club Mix — 08:35
- Freemasons Club Instrumental — 08:35
- Bama Boyz Remix — 04:18
- Karmatronic Remix — 03:19
- Migtight Remix — 03:19
- Maurice Joshua's Nu Soul Edit — 04:59
- Roc-A-Fella Remix con Foxy Brown — 03:24